# ملعب ألفريدو بيرانجير
ملعب ألفريدو بيرانجير (بالإنجليزية: Estadio Alfredo Beranger)‏ هو ملعب كرة قدم يقع في تيمبيرلي، بوينس آيرس، الأرجنتين، يتسع لـ 13,800 متفرج.

## التاريخ
افتتح الملعب في 13 أبريل 1924.